# Березовский, Григорий Андреевич
Григорий Андреевич Березовский (укр. Григорій Андрійович Березовський) (4 (16 июля) 1878—1952) — украинский актёр, режиссёр, театральный деятель.

## Биография
В 1906—1920 работал в театре Николая Садовского, куда пришел из екатеринославских железнодорожников-любителей.
В январе 1919 года остался верен Николаю Садовскому и вместе с большинством труппы его театра выехал в Винницу, затем в Каменец-Подольский. С наиболее преданными Садовскому актёрами в конце марта 1920 перебрался на Галицию, в то время как часть труппы развелась с театром.
После выступлений во Львове Григорий и Марфа Березовские начинают работать в Украинском независимом театре общества «Украинская беседа». Их профессионализм во многом определяет стилистику дальнейших спектаклей театра. Г. Березовский не только играл, но и осуществлял актёрскую режиссуру части бытового репертуара, в частности драмы. Винниченко «Молодая кровь».
Артист Перемышльского украинского драматического театра им. И. Франко (1921—1922), Русского театра общества «Просвита» в Ужгороде (1922—1923). Работал в труппе Николая Орла-Степняка в Дрогобыче (1923—1924).
Вместе с женой вел драматический кружок общества «Просвита» в Кременце (1927—1939). Получив должность режиссёра-инструктора при этом обществе, Г. Березовский прикладывал много усилий для развития театрально-любительской дела в селах.
Техник-механик по специальности, заведовал в театрах электроосветительной частью. Изобрел и впервые применил в спектаклях много оригинальных световых эффектов.

## Избранные спектакли и роли
- Украденное счастье — корчмарь Шлема[6]
- Шельменко-денщик — Шельменко[3]
- Савва Чалый — Кравчина
- Гандзя — Борох
- Лесная песня — Дядька Лев
- Ревизор — Хлопов
- Миреле Ефрос — Нухим

Хорошо зная еврейский быт и язык, он прекрасно играл характерные роли евреев.